# Monique Thènes
Monique Thènes, née le 10 janvier 1968, est une taekwondoïste française.
Elle remporte la médaille de bronze dans la catégorie des plus de 70 kg aux Championnats d'Europe de taekwondo 1994.